# Ісмаїл ібн Муса
Ісмаїл ібн Муса (араб. إسماعيل بن موسى القسوي‎; д/н — 10 жовтня 889) — державний і військовий діяч Кордовського емірату, валі (намісник) Сарагоси у 872—882 й Леріди в 884—889 роках.

## Життєпис
Походив з мувалладського роду Бану Касі. Син Муси II ібн Муса та його стриєчної сестри Маймуни. Про дату народження обмаль відомостей. Перша письмова згадка відноситься до 850 року, коли після поразки його батько передав Ісмаїла в якості заручника до двору кордовського еміра. Ймовірно перебував у Кордові до 856 або 859 року.
У 870 році разом з братами повстав проти еміра Мухаммеда I, скориставшись поразками проти іншого повстання на чолі із Ібн Марваном. Ісмаїл уклав союзи з королми Астурії та Наварри, які надали клану Бану Касі допомогу. 872 року Ісмаїл ібн Муса захопив Сарагосу і Монсон, перемігши сарагоського валі Мухаммада ібн Вухайба та його батька Абд ар-Ваххабаібн Ахмада, валі Тудели. В Сарагосі Ісмаїл оголосив себе валі, де був згодом затверджений. 873 року уклав союз з кланом Бану-Джалаф, пошлюбивши доньку Абдаллаха ібн Джалафа з Барбітанії.
875 року, скориставшись невдачами еміра у війні проти Астурії, оголосив про свою незалежність від Кордовського емірату. Також підкорив Туделу, де залишив намісником небожа Мухаммада. Для зміцнення свого становища уклав союз з королівством Памплона. У 876 році завдав поразки війську еміра.
881 року відбив нову спробу еміра Мухаммада I підкорити Сарагосу. У 882 році його небіж Мухаммад захопив Ісмаїла, якого було відправлено до Кордови. Сам Мухаммад став новим валі Сарагоси. Втім у 883 році Ісмаїла було звільнено та призначено валі Леріди, який перебудував та зміцнив це місто. 884 року проти нього виступив Вільфред I, граф Барселони, що спробував захопити Леріду. Втім Ісмаїл завдав ворогові поразки, а потім сплюндрував Барселонське графство до долини Льобрегат.
У 888 році вступив у конфлікт з Мухаммадом аль-Тавілом, валі Уески, через земельні суперечки та спротив аль-Тавіла захопити землі, які Ісмаїл вважав володіннями свого клану. Втім 889 року під час війни Ісмаїл ібн Муса помер. Боротьбу продовжили його сини Муса і Мухаммад.

## Родина
Дружина — Саїда, донька Абдаллаха ібн Джалафа
Діти:
- Мухаммад, валі Толедо
- Муса (д/н—890)
- Саїд
- Саїда